# Субмерсія
У математиці, субмерсією називають гладке відображення між диференційовними многовидами диференціал якого є сюрєктивним в кожній точці. Поняття субмерсії є дуже важливим у диференціальній геометрії і топології.

## Визначення
Нехай M і N диференційовні многовиди і f : M → N гладке відображення між ними. Відображення f є субмерсією в точці p ∈ M якщо його диференціал
{\displaystyle Df_{p}:T_{p}M\to T_{f(p)}N\,}
є сюрєктивним лінійним відображенням. В цьому випадку p називається регулярною точкою відображення f, в іншому випадку p є особливою точкою. Гладке відображення f яке є субмерсією в кожній точці p ∈ M називається субмерсією. Еквівалентно, f є субмерсією, якщо його диференціал Dfp має сталий ранг рівний розмірності N.

## Приклади
- Проєкція {\displaystyle \pi :\mathbb {R} ^{m+n}\rightarrow \mathbb {R} ^{n}\subset \mathbb {R} ^{m+n}}
- Локальний дифеоморфізм
- Ріманова субмерсія
- Проєкція в гладкому векторному розшаруванні. Сюрєктивність диференціала є необхідною умовою локальної тривіалізації.

## Властивості
- Якщо f: M → N є субмерсією в точці p і f(p) = q ∈ N тоді існує окіл U точки p в M і окіл V точки q в N, локальні координати (x1,…,xm) біля p і (x1,…,xn) біля q такі що f(U) = V і відображення f в цих локальних координатах є стандартною проєкцією:

{\displaystyle f(x_{1},\ldots ,x_{n},x_{n+1},\ldots ,x_{m})=(x_{1},\ldots ,x_{n}).}
- Прообраз f−1(q) в M регулярної точки q ∈ N щодо гладкого відображення f: M → N є або порожньою множиною або диференційовним многовидом розмірності (dim M − dim N), можливо незв'язним. Це твердження називається теоремою про субмерсію). Зокрема твердження справедливе для всіх q ∈ N якщо f є субмерсією.

- Субмерсія є відкритим відображенням, тобто образ відкритої множини є відкритою множиною.
- Кожна точка p ∈ M належить образу деякого гладкого локального перетину для субмерсії f.
- Нехай M, N і P — диференційовні многовиди. Якщо f: M → N є субмерсією, а g: N → P — довільне відображення, то g є гладким тоді й лише тоді коли g∘ f є гладким відображенням.
- Нехай f: M → N — сюр'єктивна субмерсія, а g: M → P — гладке відображення, таке що {\displaystyle \forall x\in N\,g(f^{-1}(x))=const.} Тоді існує єдина гладка функція {\displaystyle {\bar {g}},} така що {\displaystyle {\bar {g}}\circ f=g.}

- Нехай f1: M → N1, f2: M → N2 — сюр'єктивні субмерсії, такі, що {\displaystyle \forall x\in N_{1}\,f_{2}(f_{1}^{-1}(x))=const\;} і {\displaystyle \forall x\in N_{2}\,f_{1}(f_{2}^{-1}(x))=const.} Тоді існує єдиний дифеоморфізм g: N1 → N2 такий що g∘ f1 = f2.

## Субмерсія топологічних многовидів
Субмерсії також можна визначити для топологічних многовидів. Субмерсією в цьому випадку називається неперервна сюрєкція f : M → N така що для всіх p ∈ M, для деяких неперервних карт ψ навколо точки p і φ навколо f(p), відображення ψ−1 ∘ f ∘ φ є проєкцією з Rm в Rn, де m=dim(M) ≥ n=dim(N).